# Napoli (New York)
Napoli è una città della contea di Cattaraugus nello Stato di New York, negli Stati Uniti. La popolazione era di 1 173 abitanti al censimento del 2020. È situata nella parte occidentale della contea, a nord-ovest di Salamanca. Il comune è composto dal villaggio di Napoli, già "Napoli Corners".
Prende il nome dall'omonima città italiana. Tuttavia, non deve essere pronunciata come in italiano, ma come /nəˈpoʊlaɪ/ nə-POH-ly, con una lunga "i" alla fine (come ad esempio per le località di Pulaski e Chili, situate anch'esse nello Stato).

## Geografia fisica
Secondo l'Ufficio del censimento degli Stati Uniti, ha una superficie totale di 36,55 mi² (94,66 km²).

## Storia
L'arrivo dei primi coloni risale al 1819. Il comune di Napoli è stato fondato nel 1823 per distacco da quello di Little Valley. Nel 1828 una parte di Napoli venne scorporata per formare un nuovo comune autonomo, Coldspring, che si trova a sud della località.
Il 26 dicembre 1951, nei pressi dei cieli di Napoli, un C-46 Commando si schiantò al suolo. Dei quattro membri dell'equipaggio e 36 passeggeri a bordo, tre membri dell'equipaggio e 23 passeggeri morirono. L'incidente sarebbe avvenuto a causa della scarsa visibilità, dovute alle condizioni meteorologiche. Il personale di bordo venne accusato di non aver evitato l'incidente tempestivamente.
Il Gladden Windmill, ora smantellato, è inserito nel National Register of Historic Places.

## Società

### Evoluzione demografica
Secondo il censimento del 2020, la popolazione era di 1 173 abitanti.